# Estrada europeia 22

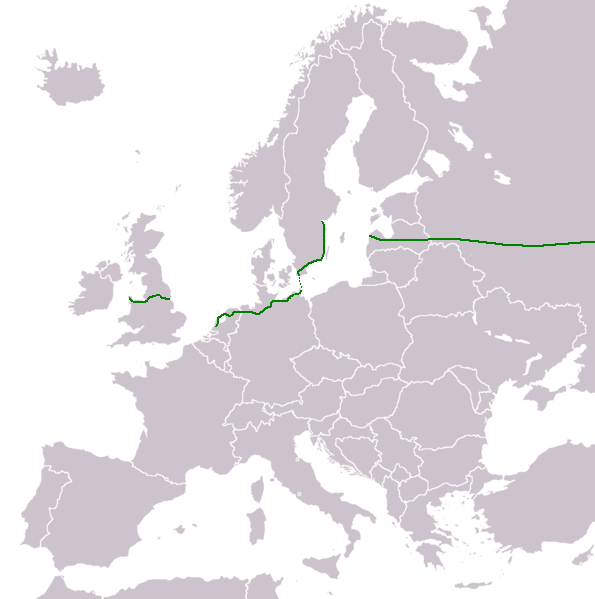
A E15 une o Reino Unido à Rússia

A E22 - ou Estrada europeia 22 - começa no Reino Unido, passa pela Holanda, Alemanha, Suécia e Letónia, e termina na Rússia.
Esta estrada tem 5 320 km de extensão.

## Itinerário
Holyhead - Chester - Warrington - Manchester - Leeds - Doncaster - Immingham -  Amesterdão - Groninga -   Oldemburgo -  Bremen - Hamburgo - Lübeck - Rostock - Stralsund - Sassnitz -  Trelleborg - Malmö - Lund - Kristianstad - Kalmar - Norrköping -  Ventspils - Riga - Rezekne -  Sebez - Velikie Luki - Moscovo - Vladimir - Nizhny Novgorod - Kazan - Yelabuga - Perm - Ekaterimburgo - Tyumen - Ishim